# Herzogtum Samogitien

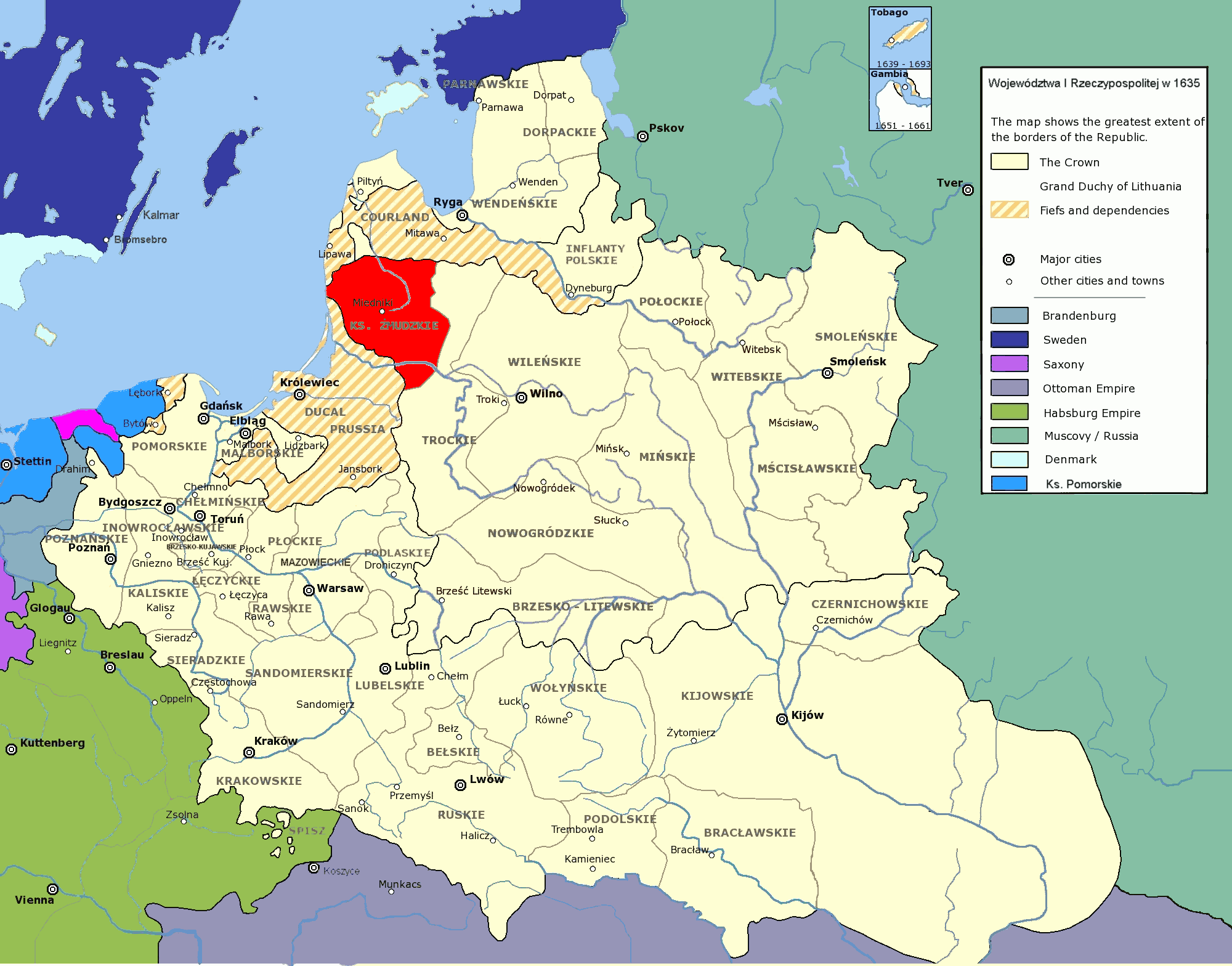
Das Herzogtum innerhalb des Königreichs Polen-Litauen

Wappen

Das Herzogtum Samogitien, auch Starostei Samogitien (polnisch: Księstwo żmudzkie, lateinisch: capitaneatus oder ducatus Samogitiae, modern litauisch: Žemaičių seniūnija) war eine administrative Einheit im Großfürstentum Litauen und später im Königreich Polen-Litauen. Es beinhaltete die Landschaft Samogitien (schemaitisch (dortiges Regionalidiom): Žemaitėjė, hochlitauisch: Žemaitija, deutsch auch Schemaitien oder in neuerer Zeit Niederlitauen).
Im 15. Jahrhundert etablierte sich die Starostei. Der Großfürst von Litauen führte den Herzogtitel, der tatsächliche Verwalter der Provinz war aber der Starost (lit. Seniūnas), der später General-Starost genannt wurde, um ihn von den niederrangigeren anderen Starosten zu unterscheiden.
Das Herzogtum lag im westlichen Teil des heutigen Litauen, über dieses Gebiet hatte das historische Litauen Zugang zur Ostsee. Im Norden grenzte es an das Herzogtum Kurland und Semgallen und im Süden an das Herzogtum Preußen. Seine Fläche wird auf 25.700 km² geschätzt. Hauptstadt war Varniai (poln. Wornie). Es bestand bis zur Dritten Polnischen Teilung, seither gibt es keine politische Einheit mehr, die der Landschaft entspricht.
Die Titulatur der polnisch-litauischen Herrscher schloss auch den Herzogstitel von Samogitien ein.

## Geschichte

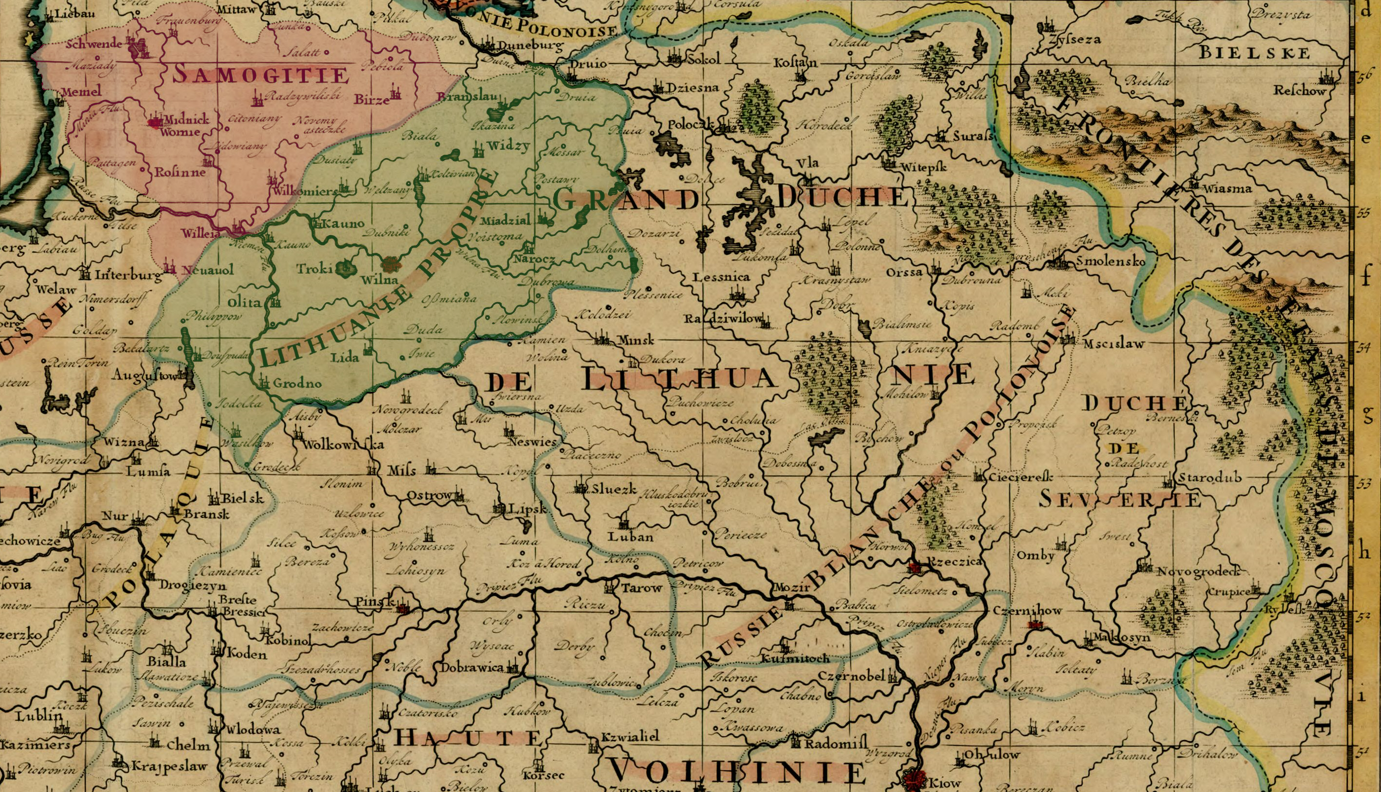
Samogitien, 1712

Seit der Formierung einer litauischen Staatlichkeit im 13. Jahrhundert war Samogitien ein damit verbundenes Territorium, wenn auch meist in sehr loser Weise. Unter dem litauischen König Mindaugas wurde auch eine eigenständige Außenpolitik betrieben. In der Folgezeit war das Gebiet Hauptschauplatz der Kämpfe mit dem Schwertbrüderorden und dem Deutschen Orden, von dem es 1404–1411 beherrscht wurde. Nach der Schlacht von Tannenberg kam es zum Großfürstentum Litauen.
1441 wurde die Autonomie des Herzogtums vom Großfürsten Kasimir anerkannt und er erteilte das Privileg der freien Wahl des Starosten. Durch die Lubliner Union, 1569, wurde es Teil der litauischen Reichshälfte Polen-Litauens.
Nach der Eingliederung ins Russische Reich wurde der Großteil des Gebietes Teil des Gouvernements Wilna und bildete ab 1843 den Hauptteil des Gouvernements Kowno.

## Staroste
Die Generalstarosten des Herzogtums Samogitien (entspricht dem Amt eines Woiwoden in anderen Provinzen) waren:

Historisches Banner

- Rumbaudas Valimantaitis (1386–1413)
- Mykolas Kęsgaila (1412–1432, 1440–1441, 1443–1450)
- Jonas Kęsgaila (1451–1485)
- Stanislovas Kęsgaila (1486–1527)
- Stanislovas Kęsgaila (1527–1532)
- Jan Radziwiłł (1535–1542)
- Maciej Janowicz Kłoczko (1542–1543)
- Jerzy Bilewicz (1543–1544)
- Hieronim Chodkiewicz (1545–1561)
- Jan Hieronim Chodkiewicz (1563–1579)
- Jan Kiszka (1579–1592)
- Jerzy Chodkiewicz (1590–1595)
- Stanislaw Radziwiłł (1595–1599)
- Jan Karol Chodkiewicz (1599–1616)
- Hieronim Walowicz (1619–1636)
- Jan Alfons Lacki (1643–1646)
- Janusz Radziwiłł (1646–1653)
- Jerzy Karol Hlebowicz (1653–1668)
- Aleksander Polubinski (1668–1669)
- Wiktoryn Konstanty Mleczko (1670–1679)
- Kazimierz Jan Sapieha (1681–1682)
- Piotr Michał Pac (1684–1696)
- Grzegorz Antoni Ogiński (1698–1709)
- Kazimierz Jan Horbowski (1710–1729)
- Józef Tyszkiewicz (1742–1754)
- Jan Mikołaj Chodkiewicz (1767–1781)
- Antoni Giełgud (1783–1795)
- Michał Giełgud (1795)